# Hochschule Harz
Die Hochschule Harz – Hochschule für angewandte Wissenschaften ist eine Hochschule für Angewandte Wissenschaften (HAW) in Sachsen-Anhalt und verfügt über zwei Standorte. In Wernigerode befinden sich die Fachbereiche Automatisierung und Informatik sowie Wirtschaftswissenschaften, in Halberstadt der Fachbereich Verwaltungswissenschaften.

## Geschichte
Im Oktober 1991 wurde die Hochschule Harz als Fachhochschule Harz in Wernigerode gegründet. Mit dem Wintersemester 1991/1992 nahmen 75 Studenten ihr Studium auf. Zunächst wurden die Studiengänge Betriebswirtschaftslehre, Tourismusmanagement und Wirtschaftsinformatik am Fachbereich Wirtschaftswissenschaften in Wernigerode angeboten. Im Herbst 1992 wurde der Lehrbetrieb am zweiten Fachbereich Automatisierung und Informatik aufgenommen. Zum Wintersemester 1998/1999 begann schließlich der Lehrbetrieb am dritten Fachbereich Verwaltungswissenschaften sowie am zweiten Standort in Halberstadt mit den Studiengängen Öffentliche Verwaltung und Verwaltungsökonomie/Öffentliches Dienstleistungsmanagement. Bis 2014 wurden sechs Bachelorstudiengänge im Bereich Wirtschaftswissenschaften angeboten und die Studierendenanzahl der Hochschule wuchs auf rund 3200 Studierende an.
Am 27. Januar 1998 erfolgte die Umbenennung in die heutige Bezeichnung. Mit der Novelle des Hochschulgesetzes des Landes Sachsen-Anhalt (HSG LSA) im Jahr 2020, erhielten die HAW im Bundesland erstmals ein eigenständiges Promotionsrecht, welches allerdings auf besonders forschungsstarke Professorinnen und Professoren beschränkt ist. Die Hochschule Harz beteiligte sich daraufhin im Mai 2021 an der Einrichtung der beiden hochschulübergreifenden Promotionszentren „Ingenieurwissenschaften und Informationstechnologien“ (IWIT) und „Sozial-, Gesundheits- und Wirtschaftswissenschaften“ (SGW), über die seitdem eine direkte Promotionsmöglichkeit besteht. Am 14. Februar 2025 erfolgte die erstmalige Vergabe eines Doktortitels an der Hochschule Harz.

## Rektoren
Seit dem Jahr 2016 ist der Wirtschaftswissenschaftler Folker Roland Rektor der Hochschule Harz. Seine zweite Amtszeit begann im Februar 2022 und ist auf fünf Jahre ausgelegt. Seine Vorgänger waren der Rechtswissenschaftler Armin Willingmann, der das Amt von 2003 bis 2016 innehatte, und die Wirtschaftswissenschaftlerin Marianne Assenmacher, die von 2000 bis 2003 als Rektorin fungierte. In den 1990ern wurde die Hochschule durch den Volkswirtschaftler Wolfgang Cornetz (1997–2000) und den Tourismus-Experten Karsten Kirsch (1994–1997) geleitet. Als Gründungsrektor der Hochschule fungierte der Elektrotechnik-Ingenieur Heinz Kuckertz von 1991 bis 1994.

## Standort Wernigerode

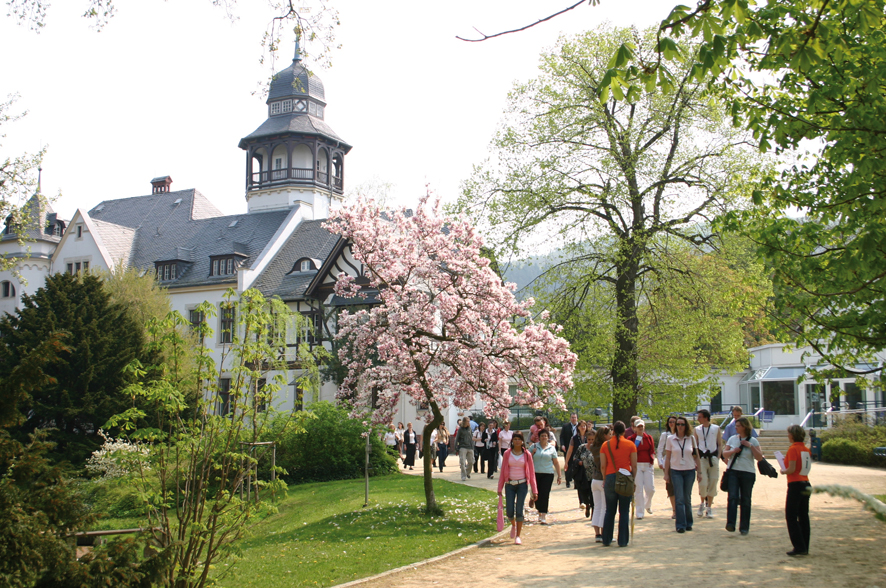
Die Rektoratsvilla auf dem Wernigeröder Hochschulcampus

Die Fachbereiche Wirtschaftswissenschaften sowie Automatisierung und Informatik sind auf einem Campus im Ortsteil Hasserode angesiedelt. Dort liegen alle Verwaltungs- und Lehrgebäude, Labore, die Bibliothek und Mensa mitsamt Cafeteria sowie vier der sechs durch das Studentenwerk Magdeburg betriebene Studentenwohnheime. Zudem befindet sich auf dem Campus ein Fitnesspark und über den Hochschulsport werden zahlreiche Sportkurse angeboten. Im Jahr 2024 wurde ein für 3,8 Millionen Euro neu errichtetes Hochschulsportzentrum eröffnet.

## Standort Halberstadt

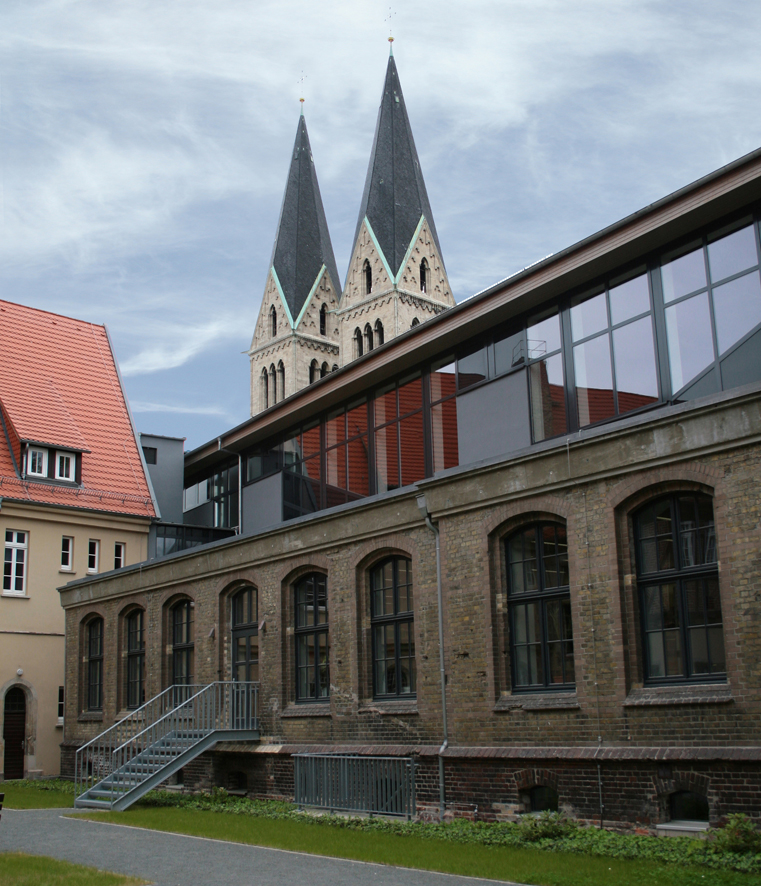
Gebäude des Fachbereichs Verwaltungswissenschaften am Standort Halberstadt

Der Fachbereich Verwaltungswissenschaften der Hochschule Harz ist seit 1998 am Standort Halberstadt ansässig und bildet Fachkräfte für den öffentlichen Sektor aus. Das akademische Lehrangebot umfasst Fächer aus den Bereichen Recht, Wirtschaft und Sozialwissenschaften und ist praxisorientiert ausgerichtet, unter anderem durch integrierte Praktika und Lehrveranstaltungen in kleinen Gruppen. Der Fachbereich organisiert regelmäßig Vorträge, Symposien und Fachtagungen, u. a. zu Themen wie Digitalisierung, demografischer Wandel und Nachhaltigkeit. Der Fachbereich wurde 2004 vom ehemaligen Standort in der Wilhelm-Trautewein-Straße an den Domplatz verlegt. Der Campus befindet sich damit zwischen dem Dom und der Liebfrauenkirche im Zentrum von Halberstadt.

## Studienangebot
An der Hochschule Harz werden folgende Studiengänge angeboten:

### Bachelorstudiengänge
- AI Engineering (B.Sc.), Vollzeit
- Betriebswirtschaftslehre (B.A.), Vollzeit, Dual & Berufsbegleitend
- Informatik (B.Sc.), Vollzeit & Dual
- Informatik / E-Administration (B.Sc.), Vollzeit
- Ingenieurpädagogik (B.Eng.), Vollzeit
- International Business Studies (B.A.), Vollzeit
- International Tourism Studies (B.A.), Vollzeit
- IT-Management – Verwaltungsinformatik (B.A.), Dual
- Marketingmanagement (B.A.), Vollzeit
- Medieninformatik (B.Sc.), Vollzeit
- Nachhaltiges Management (B.Sc.), Vollzeit
- Öffentliche Verwaltung (B.A.), Vollzeit & Institutionell
- Smart Automation / Elektrotechnik (B.Eng.), Vollzeit & Dual
- Tourismusmanagement (B.A.), Vollzeit & Dual
- Verwaltungsdigitalisierung und -informatik (B.Sc.), Vollzeit & Dual
- Verwaltungsökonomie (B.A.), Vollzeit & Institutionell
- Wirtschaftsinformatik (B.Sc.), Vollzeit & Dual
- Wirtschaftsingenieurwesen (B.Eng.), Vollzeit, Dual & Berufsbegleitend
- Wirtschaftspsychologie (B.Sc.), Vollzeit

### Masterstudiengänge
- Betriebswirtschaftslehre (MBA), Berufsbegleitend
- Business Consulting (M.A.), Vollzeit
- Betriebswirtschaftslehre (MBA), Berufsbegleitend
- Business Consulting (M.A.), Vollzeit
- Data Science (M.Sc.), Vollzeit & Berufsbegleitend
- FACT - Finance, Accounting, Controlling, Taxation & Law (M.A.), Vollzeit
- Konsumentenpsychologie und Marktforschung (M.Sc.), Vollzeit
- Medien- und Spielekonzeption (M.A.), Vollzeit
- Public Management (M.A.), Vollzeit & Berufsbegleitend
- Technisches Innovationsmanagement (M.Eng.), Vollzeit
- Tourism and Destination Management (M.A.), Vollzeit

## Kunst, Kultur und Vortragsreihen an der Hochschule Harz
Die Hochschule Harz hat eine enge Beziehung zur Harzregion. Viele Angebote richten sich ausdrücklich auch an Nicht-Studierende. Der Gedankenaustausch zwischen verschiedenen Generationen und Berufsgruppen ist das Hauptanliegen dieser Ausrichtung.

### Kunstausstellungen
In der "Rektoratsvilla" - einer 100 Jahre alten Villa mit wechselvoller Geschichte, in welcher sich heute das Rektorat der Hochschule befindet - sowie in der sogenannten "Papierfabrik" - einem 2004 errichteten Campus-Neubau auf einem ehemaligen Wernigeröder Industriegelände - finden im Rhythmus von jeweils zwei Monaten regelmäßig Kunstausstellungen statt.

### „Stiftung Karl Oppermann“
Außergewöhnlich für eine Fachhochschule in Sachsen-Anhalt wurde 2008 die „Stiftung Karl Oppermann“ an der Hochschule Harz eröffnet. Der international bekannte Künstler und ehemalige Professor an der Universität der Künste Berlin, Karl Oppermann, steuerte für diese Stiftung anfangs vier großformatige Ölgemälde bei. Bereits im Jahr 2009 erfolgte die erste Ergänzung um ein Porträt von Alexander von Humboldt sowie um ein großformatiges Triptychon. Die Stiftung wurde bis 2024 acht weitere Male durch den Künstler erweitert und umfasst heute 16 Werke – der überwiegende Teil dieser ist in der Wernigeröder Hochschulbibliothek öffentlich zugänglich. Ein Werk der Stiftung - das Gemälde "Endspiel" - wird im Neubau auf dem Campus in Halberstadt gezeigt. Oppermanns Gemälde befassen sich mit Selbsterkenntnis, Aufbruch und Glückssuche, aber auch mit Flucht, Vertreibung, Krieg und dem Kampf ums Überleben.

### Konferenz- und Veranstaltungsmanagement
Das zunehmende Interesse an der Nutzung der Hochschule Harz als Seminar- und Kongressstandort führte 2006 zur Gründung einer Abteilung für Tagungs- und Veranstaltungsmanagement mit einem marktgerechten Dienstleistungsangebot. Neben Veranstaltungen Dritter richtet die Hochschule zahlreiche eigenständige Fachtagungen und andere Veranstaltungen in den Themenfeldern Lehre und Forschung aus.

### GenerationenHochschule - Bildung, die alle Generationen mit einbezieht
Seit 2007 hat sich die sogenannte GenerationenHochschule zu einer Tradition entwickelt, die von den örtlichen Gemeinden gut angenommen wird. Zwölfmal im Jahr nehmen mehr als 250 Studenten aller Generationen an speziellen Vorlesungen teil, die von ausgewiesenen Experten der Hochschule Harz oder aus der Wirtschaft gehalten werden. Die Themen dieser Vorlesungen stammen aus der Welt der Wirtschaft, der Natur und der Umwelt; sie beziehen sich auf gegenwärtige und zukünftige Lebensweisen.

### KinderHochschule - Kinderuniversität
In Partnerschaft mit dem Internationalen Bund und mit Unterstützung von Sponsoren aus der Wirtschaft findet seit 2006 viermal im Jahr samstags die sogenannte KinderHochschule statt, welche sich an Kinder im Alter von 8 bis 12 Jahren richtet. Alle Angebote sind speziell für diese Altersgruppe konzipiert.